# Rio Tracutinga
 (juillet 2014).
Ne pas confondre avec le rio Jacutinga.
Le rio Tracutinga est une rivière brésilienne de l'ouest de l'État de Santa Catarina, et un affluent du rio das Antas, donc un sous-affluent du fleuve Uruguay.

## Géographie
Il nait dans la municipalité de Dionísio Cerqueira et s'écoule vers le sud pour aller se jeter dans le rio das Antas. Dans la municipalité de São José do Cedro, il coule à l'intérieur d'une gorge atteignant 18 mètres de haut : le canyon de São Vendelino. Il fait partie du bassin de l'Uruguay.